# Varennes-sous-Dun
Varennes-sous-Dun é uma comuna francesa na região administrativa de Borgonha-Franco-Condado, no departamento Saône-et-Loire. Estende-se por uma área de 17,98 km². Em 2010 a comuna tinha 570 habitantes (densidade: 31,7 hab./km²).